# Pachygaster annulipes
Pachygaster annulipes är en tvåvingeart som beskrevs av Enrico Adelelmo Brunetti 1920. Pachygaster annulipes ingår i släktet Pachygaster och familjen vapenflugor. Inga underarter finns listade i Catalogue of Life.